# Benes Imre
Benes Imre, születési és 1897-ig használt nevén Beer Imre (Budapest, 1875. július 31. – Budapest, Józsefváros, 1945. május 30.) magyar építész.

## Élete
Beer Salamon (1827–1900) kereskedő és Altstädter Julianna (1833–1916) fiaként született magyarországi zsidó családban. 1898-ban szerzett építészi oklevelet a budapesti József Műegyetemen. Ezt követően Münchenben (Martin Dülfernél) és Párizsban (Didelot irodájában) dolgozott 1 évig. 1901-ben visszatért, és Budapesten kezdett el működni. Elsősorban lakóházak, villák tervezése fűződik a nevéhez. Önkezével vetett véget életének 70 éves korában.
Felesége Lederer Klára (1890–1944) volt, Lederer Sándor földbirtokos és szegvári Lázár Ilona lánya, akivel 1910. március 19-én Budapesten, a Józsefvárosban kötött házasságot. Fia ifj. dr. Benes Imre Gábor (1911–1945).
A Fiumei úti sírkertben található sírjának képe.

## Ismert épületei
- 1903: lakóház, 1054 Budapest, Alkotmány utca 27.[11]
- 1903: lakóház, 1068 Budapest, Dózsa György út 100.[12][13][14]
- 1904–1905: villa, 1068 Budapest, Benczúr u. 36.[12][15]
- 1906: lakóház, 1077 Budapest, Wesselényi utca 60.[16]
- 1908–1909: Szladits-villa, 1143 Budapest, Ida u. 3.[12][17]
- 1908–1909: Fodor-villa, 1146 Budapest, Hermina út 14.[12][18]
- 1908–1909: lakóház, 1077 Budapest, Wesselényi utca 35.[19]
- 1909: lakóház, 1068 Budapest, Szondi utca 40.[20]
- 1909–1910: lakóház, 1085 Budapest, Mária utca 32-34.[21]
- 1911: lakóház, 1024 Budapest, Rómer Flóris u. 34. (Kaszab Miklóssal közösen)[12]
- 1911–1912: lakóház, 1083 Budapest, Baross utca 77.[22]
- 1914–1915: villa (ma: Orosz Kulturális Központ), 1062 Budapest, Andrássy út 120.[23]

### Tervben maradt épületek
- 1904: Vízszabályozó Társulat székháza, Nagyvárad[12]
- 1906: Városháza, Kiskunfélegyháza[12]

## Képtár

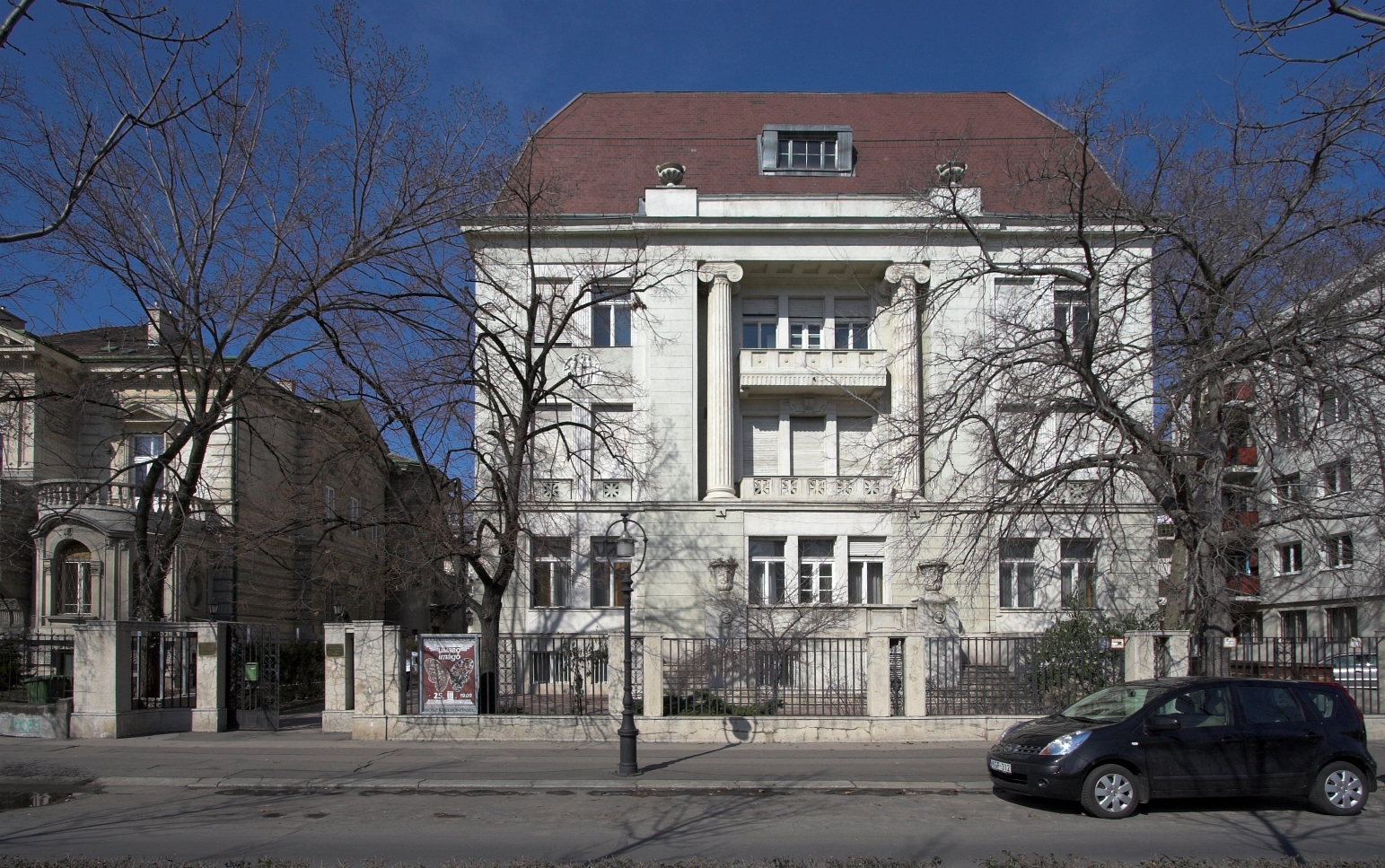
villa, Andrássy út 120.
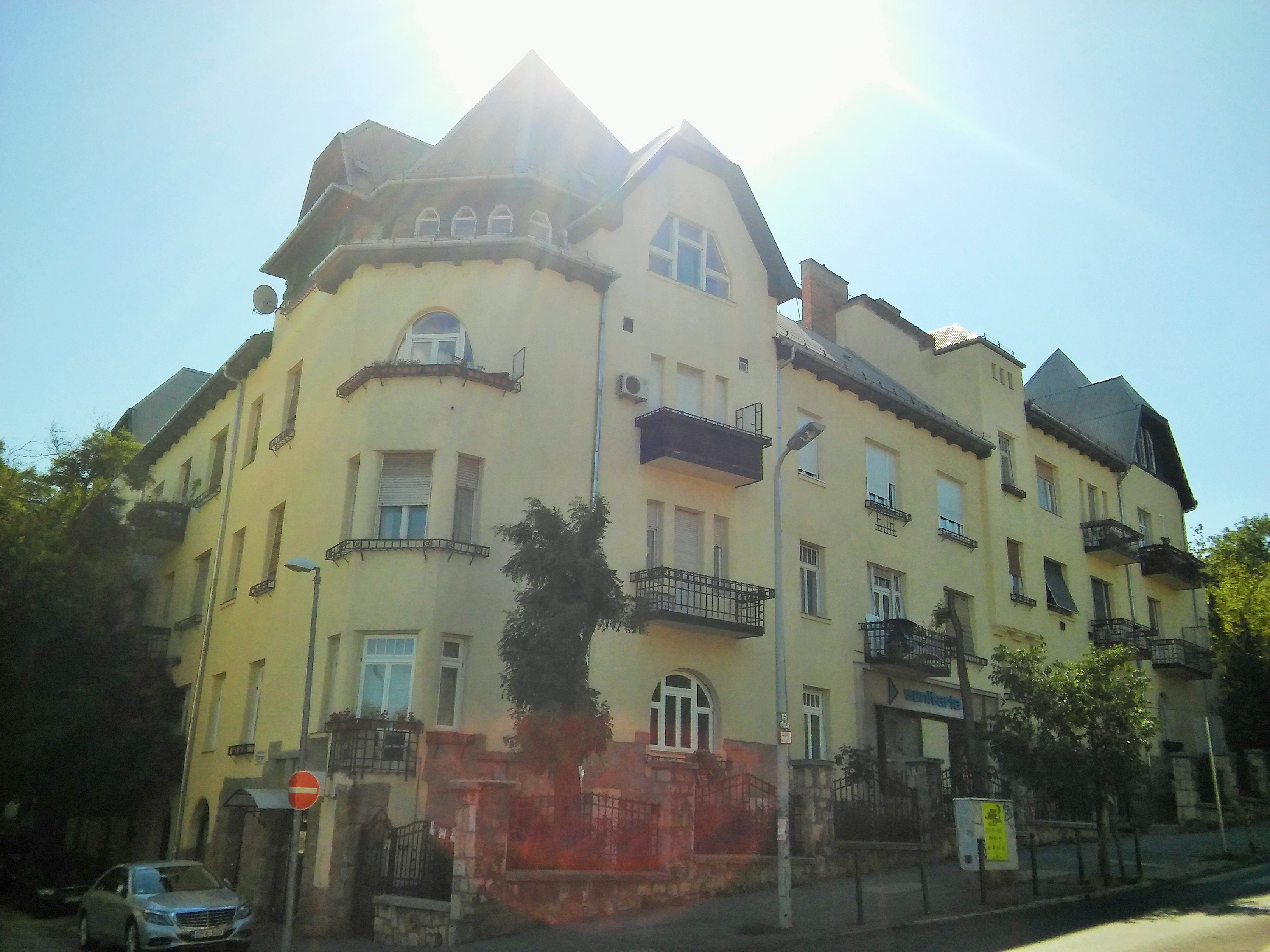
lakóépület, Rómer Flóris utca 34.
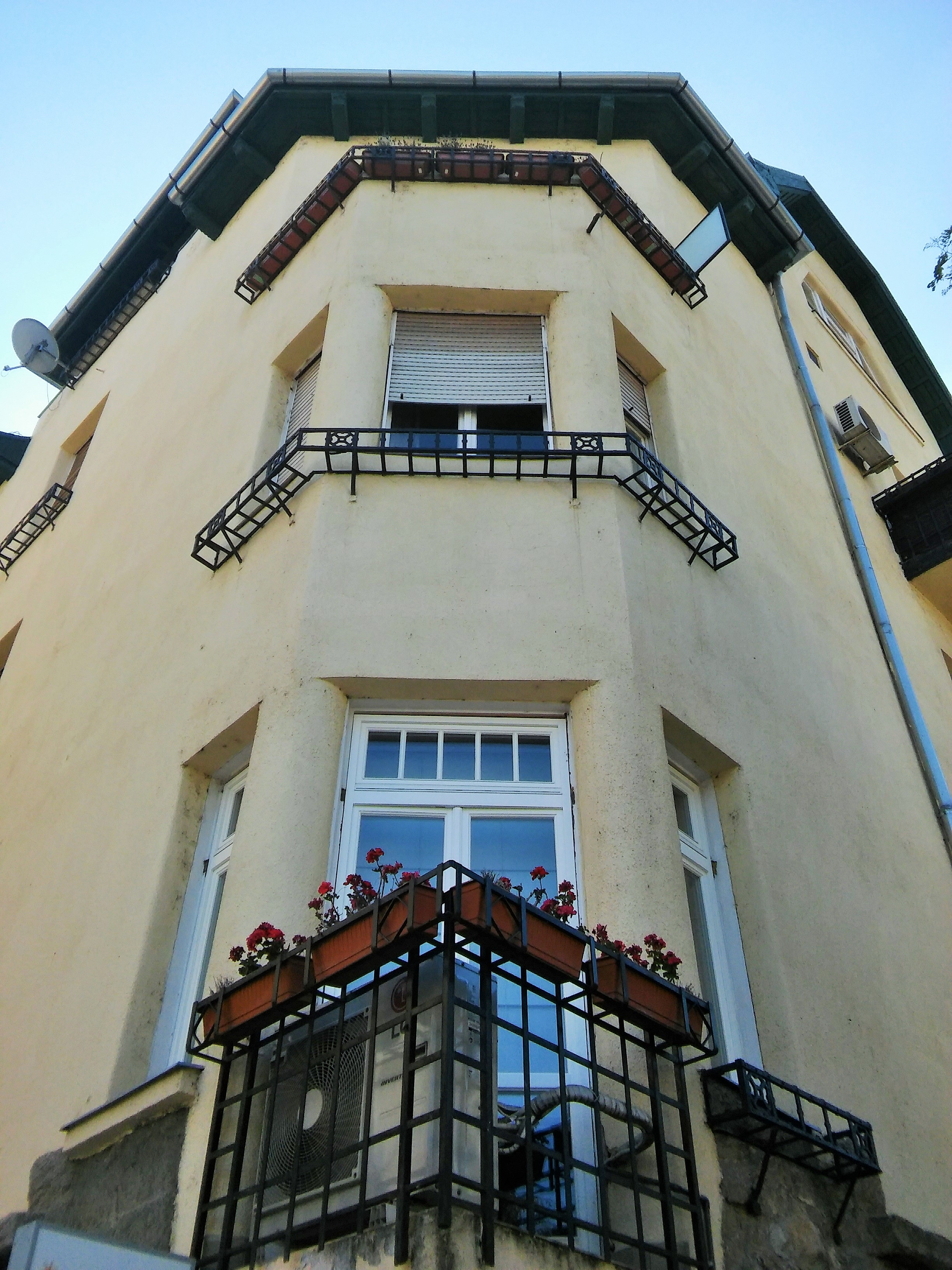
lakóépület, Rómer Flóris utca 34. (részlet)
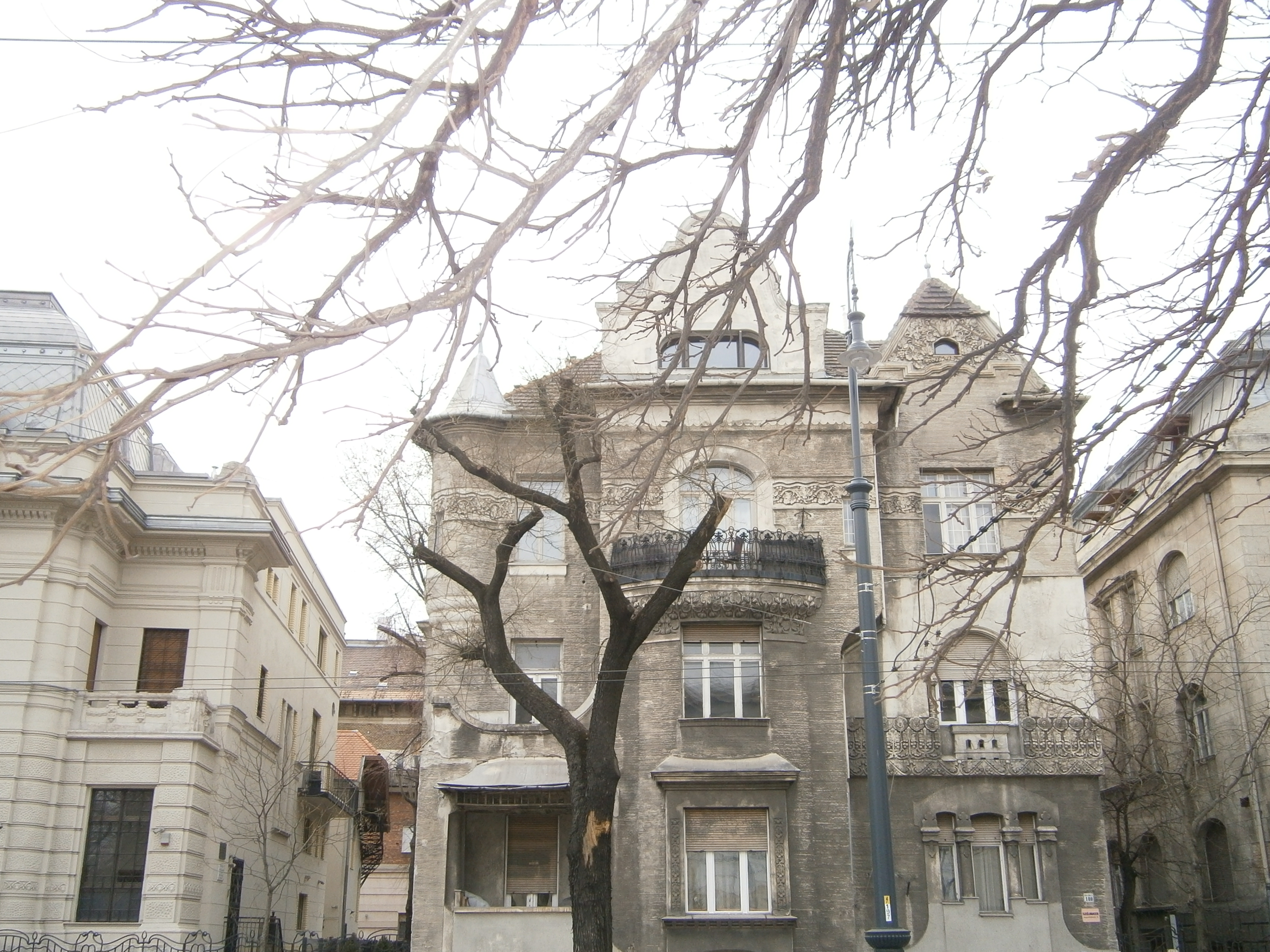
lakóépület, Dózsa György út 100.
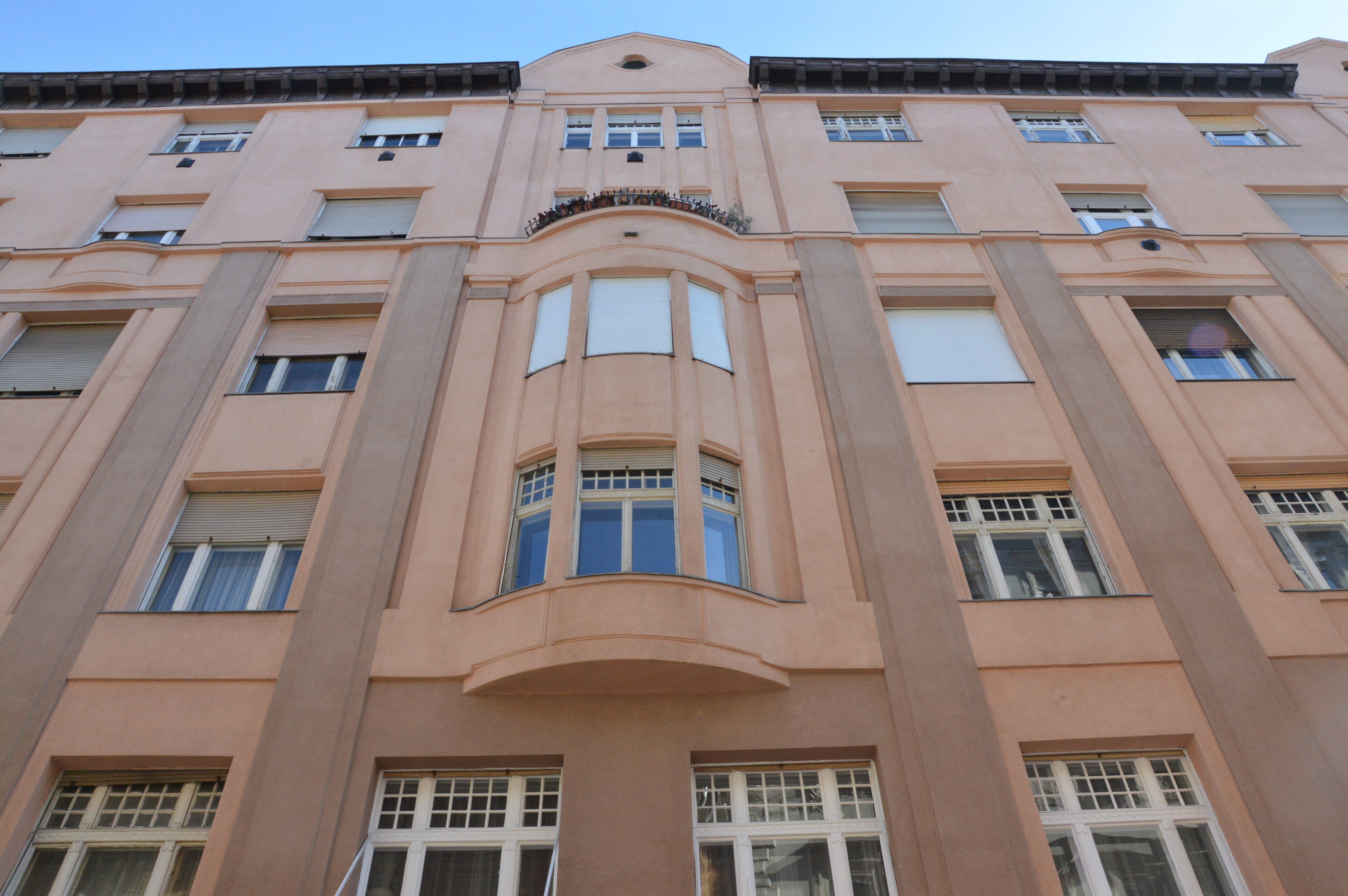
lakóépület, Mária u. 32-34.
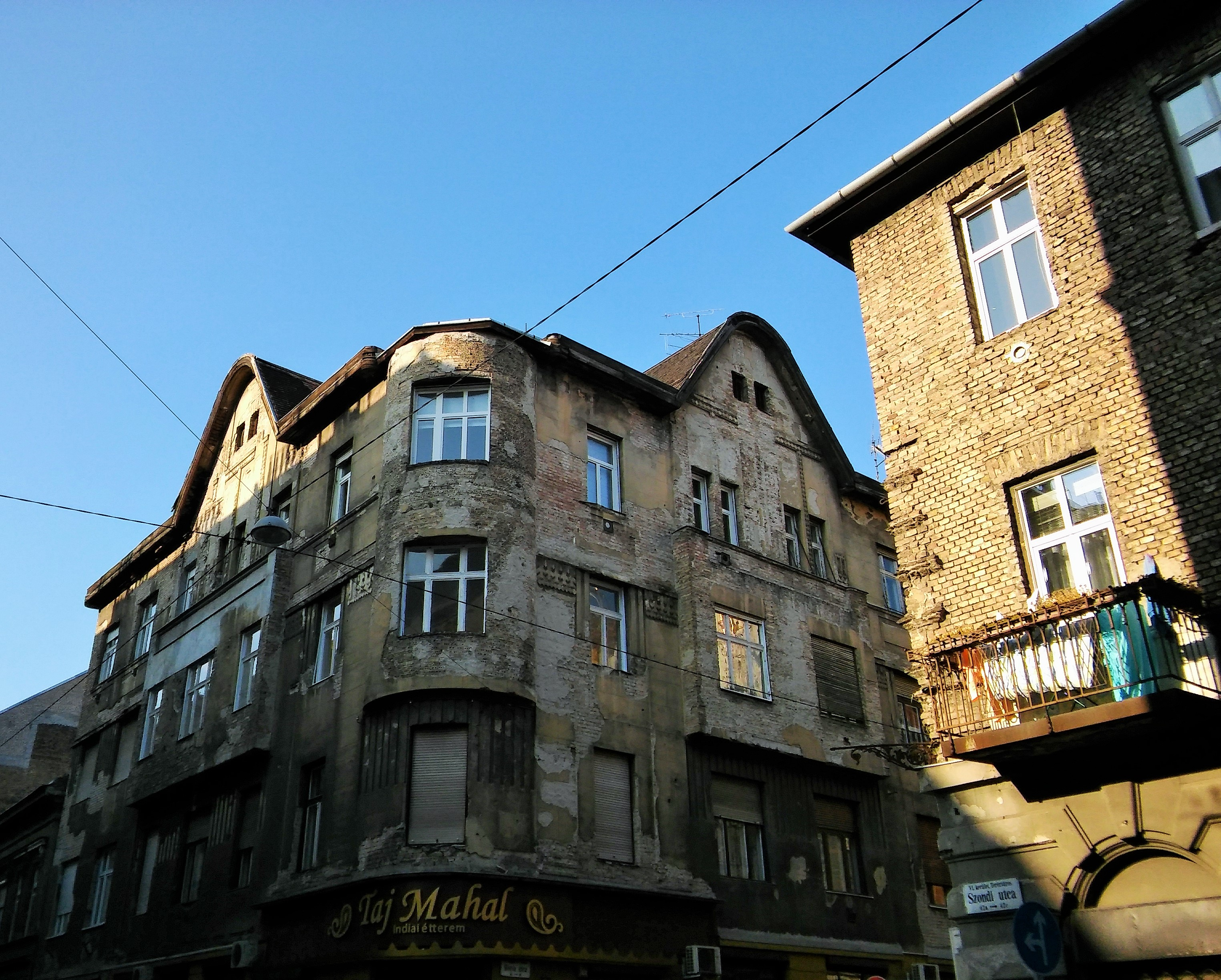
lakóépület, Szondi u. 40.